# Joe Grant’s Cay
Joe Grant’s Cay est une des îles Caïcos dans le territoire des îles Turks-et-Caïcos.